# Kvitfjell
Kvitfjell (norveško 'Bela gora') je smučišče na Norveškem, ki leži v občini Ringebu.
Razvito za zimske olimpijske igre 1994 v Lillehammerju, je eno najsodobnejših letovišč na svetu z zasneževanjem na 80 % alpskih prog. Letovišče v bližini reke Gudbrandsdalslågen ponuja 23 smučarskih prog: 5 zelenih (vrtec), 9 modrih (začetne), 6 rdečih (srednje) in 3 črne (napredne). Kvitfjell je tudi dom snežnega parka in 120 km tekaških prog za turno smučanje, z dostopom do dodatnih 480 km v Skei in Gålå.

## Alpsko smučanje

### Zimske olimpijske igre 1994
Kvitfjell je verjetno najbolj znan po tem, da je leta 1994 gostil moške in ženske alpske hitrostne preizkušnje na zimskih olimpijskih igrah. Tommy Moe, Američan norveškega rodu, je v smuku za 0,04 sekunde ugnal domačega favorita Norvežana Kjetila Andréja Aamodta, [4][5] nato pa ga je v superveleslalomu za 0,08 sekunde zmagal Nemec Markus Wasmeier.
Katja Seizinger iz Nemčije je zmagala na smuku pri ženskah, druga pa je bila Američanka Picabo Street; Američanka Diann Roffe je osvojila zlato v super G. Tehnični alpski disciplini (veleslalom in slalom) sta bili v Hafjellu.

### Svetovni pokal
Kvitfjell je redna postaja na krogu svetovnega pokala v alpskem smučanju, kjer pozno v sezoni gosti moške hitre tekme in je debitiral marca 1993. Proga za spust se začne tik pod vrhom in je dolga nekaj več kot 3 km. Zahtevna proga Olympiabakken, ki jo je oblikoval Bernhard Russi za olimpijske igre leta 1994, je dobro cenjena; po olimpijskih igrah so tukaj vsako leto od do leta 2020 dirke svetovnega pokala za moške.